# Dorsington
Dorsington – wieś i civil parish w Anglii, w Warwickshire, w dystrykcie Stratford-on-Avon. W 2011 civil parish liczyła 150 mieszkańców. Dorsington jest wspomniana w Domesday Book (1086) jako Dorsitone/Dorsintune.